# Foveolina schinziana
Foveolina schinziana là một loài thực vật có hoa trong họ Cúc. Loài này được (Thell.) Källersjö mô tả khoa học đầu tiên năm 1988.